# Ernst Kranz (Politiker)
Ernst Kranz (* 28. Juni 1950 in Gerstungen) ist ein deutscher Politiker (SPD) und ehemaliges Mitglied des Deutschen Bundestages.

## Leben und Beruf
Nach dem Abitur 1969 leistete Kranz den Wehrdienst bei der Nationalen Volksarmee ab und begann 1971 ein Studium an der Technischen Hochschule Merseburg, welches er 1975 als Diplom-Wirtschaftsingenieur für EDV und Betriebswirtschaft beendete. Anschließend war Kranz in der EDV-Leitstelle der Kombinatsleitung des VEB Kombinat Bau- und Grobkeramik Halle in Halle/Saale tätig. 1983 wechselte er als Leiter für die EDV zum VEB Dentalfabrik in Treffurt. Zuletzt arbeitete Kranz von 1985 bis 1990 als Einsatzleiter für den Einsatz und die Anwendung von Personal Computern beim VEB Anlagenbau Petkus in Wutha-Farnroda.
Ernst Kranz ist verheiratet und hat drei Kinder.
Nach seinem Ausscheiden aus dem Deutschen Bundestag arbeitete Ernst Kranz ab Herbst 2010 bis Januar 2014 als Geschäftsführer des „Kommunalen Bildungswerkes Thüringen e. V. (kbwt)“.
Ernst Kranz ist seit 1991 engagiertes Mitglied des Sozialverbandes Volkssolidarität und seit 2000 Mitglied des Kreisvorstandes „Meiningen-Schmalkalden der Volkssolidarität“. Im November 2012 wurde er zum Kreisvorsitzenden gewählt. Im November 2014 wurde Ernst Kranz für seine ehrenamtliche Arbeit vom Landesvorsitzenden der Volkssolidarität Frank-Michael Pietzsch im Erfurter Augustinerkloster die Bronzene Solidaritätsnadel verliehen.

## Partei
Nachdem er zuvor parteilos gewesen war, trat Kranz im Dezember 1989 in die Sozialdemokratische Partei in der DDR ein. Von 1994 bis 2000 war er stellvertretender Vorsitzender des SPD-Kreisverbandes Wartburgkreis und von 1998 bis 2004 auch Mitglied im Landesvorstand der SPD Thüringen.

## Abgeordneter
Kranz gehört seit 1994 dem Kreistag des Wartburgkreises und gehörte von 2004 bis zum 25. Februar 2014 auch dem Gemeinderat seines Wohnortes Wutha-Farnroda an.
Von 2002 bis 2009 war Kranz Mitglied des Deutschen Bundestages.
Ernst Kranz ist 2002 und 2005 als direkt gewählter Abgeordneter des Wahlkreises Wahlkreises Eisenach – Wartburgkreis – Unstrut-Hainich-Kreis II in den Bundestag eingezogen. Bei der Bundestagswahl 2005 erreichte er hier 35,3 % der Erststimmen.
Bei der Bundestagswahl 2009 erhielt er 22,6 % der Erststimmen seines Wahlkreises und verlor sein Mandat an den Direktkandidaten der CDU, Christian Hirte.

## Öffentliche Ämter
Kranz war von 1990 bis 2002 hauptamtlicher Bürgermeister der Gemeinde Wutha-Farnroda. 